# Talo
Le talo (taloa avec l'article basque, au pluriel : taloak), est la galette de maïs traditionnelle du Pays basque. En Soule, on l'appelle pastetx.

## Histoire

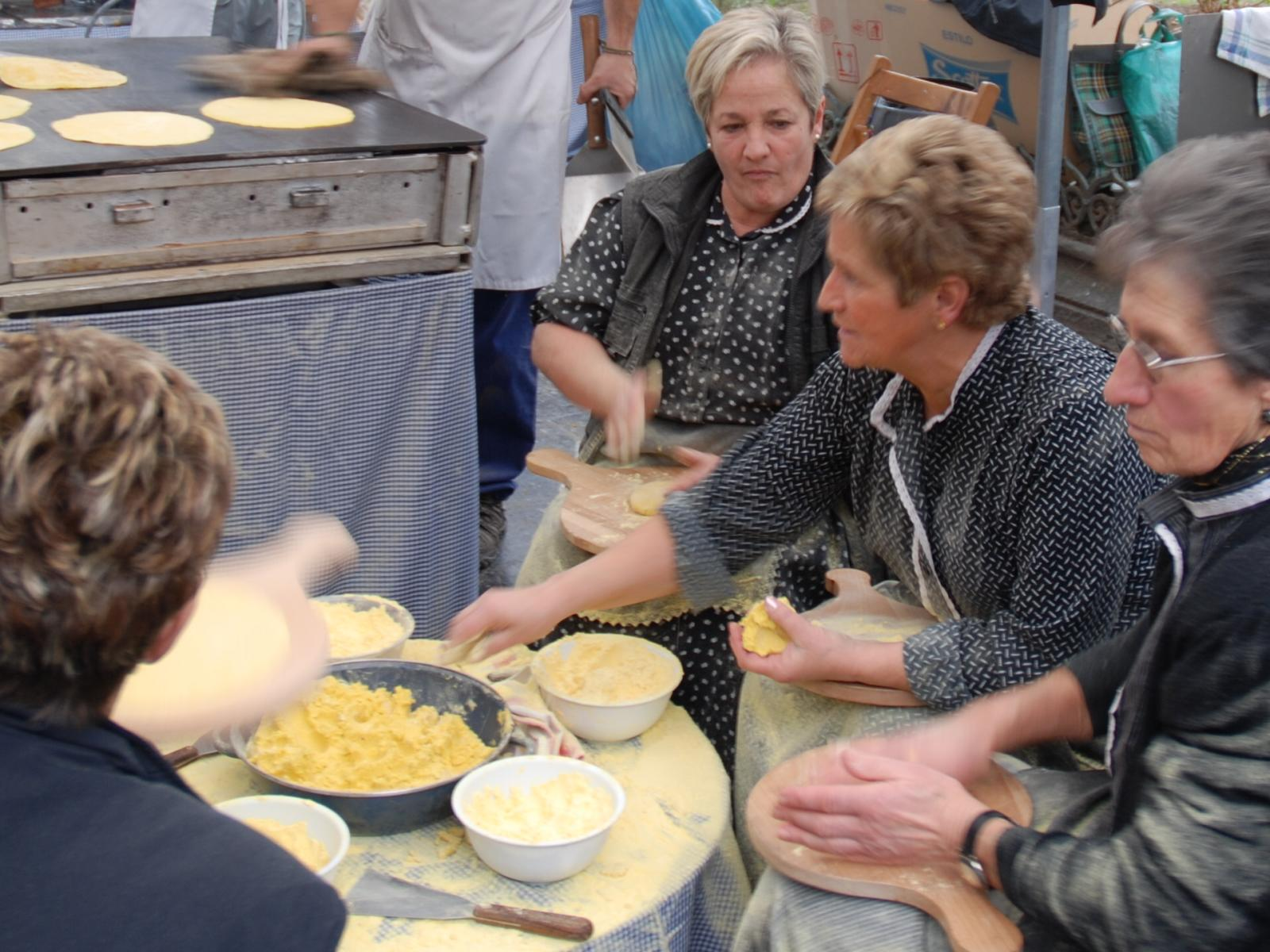
Talogileak, à Saint-Sébastien.

À partir du XVIe siècle, une grande émigration s'est produite, surtout au Guipuscoa, vers l'Amérique, puisque le vallonnement du terrain et des précipitations élevées ne permettaient pas l'aridoculture, comme le blé ou l'orge. Le contact de ces Basques avec le maïs d'Amérique a permis l'ensemencement de cette plante dans les zones pluvieuses du Guipuscoa et a, par conséquent, démarré l'élaboration du maïs sous forme de taloak.
Le talo était utilisé généralement comme pain dans les fermes basques (à l'origine, au Guipuscoa et dans le nord de la Navarre), et le reste était mangé trempé dans le lait pour dîner, dans une espèce de soupe. La généralisation du pain de blé, tout au long du XXe siècle, a pratiquement mis un terme à la consommation du talo au quotidien dans ces fermes. Le talo a cessé d'être un aliment commun, de base et peu considéré. On a commencé à le préparer et consommer uniquement à certaines occasions spéciales dans l'année.
Actuellement, il est habituel de le manger garni de txistorra, et en l'accompagnant avec du txakoli ou du cidre,,. Actuellement, on le déguste aussi avec du fromage ou même du chocolat. À Saint-Sébastien, le talo est un élément essentiel de la fête de saint Thomas, qui a lieu le 21 décembre, même si parfois, à Bilbao, cette date s'adapte, elle est une festivité moins enracinée. Par exemple, en 2008, elle a eu lieu le 20.
En Navarre, il est typique de le manger avant le dîner du réveillon, avant ou pendant la procession de l'Olentzero. En Iparralde, nom basque donné au Pays basque nord ou français, il est mangé généralement dans des festivités ou d'autres manifestations (partie de pelote basque, fêtes des écoles…), avec la xingar (prononcer « chin'e'gar »), de la poitrine de porc (talo ta xingar), ou avec du fromage de brebis, l’ardi gasna (AOC ossau-iraty).
En région cantabrique, le talo est un récipient en laiton utilisé pour élaborer la torta de borona, faite de farine de maïs, d'eau et de sel,,.

## Présentation
Cuit à la poêle, le talo se présente comme une crêpe épaisse. Sucré, il peut être consommé seul ou avec de la confiture. Salé et garni, il devient une sorte de sandwich chaud. On le présente alors comme le « panino des Basques »[réf. nécessaire]. Le talo ta xingarra (talo à la ventrèche) est typique des fêtes populaires basques.
Le talo se réalise simplement avec de la farine de maïs, souvent mêlée à parts égales à de la farine de blé, de l'eau, un peu de sel. La pâte obtenue n'est pas liquide. On façonne des galettes ou des boules de pâte qu'on enfarine légèrement. Dans une poêle huilée et chauffée, on dépose la boule qu'on aplatit en galette et qu'on cuit sur chaque face.

## Galerie

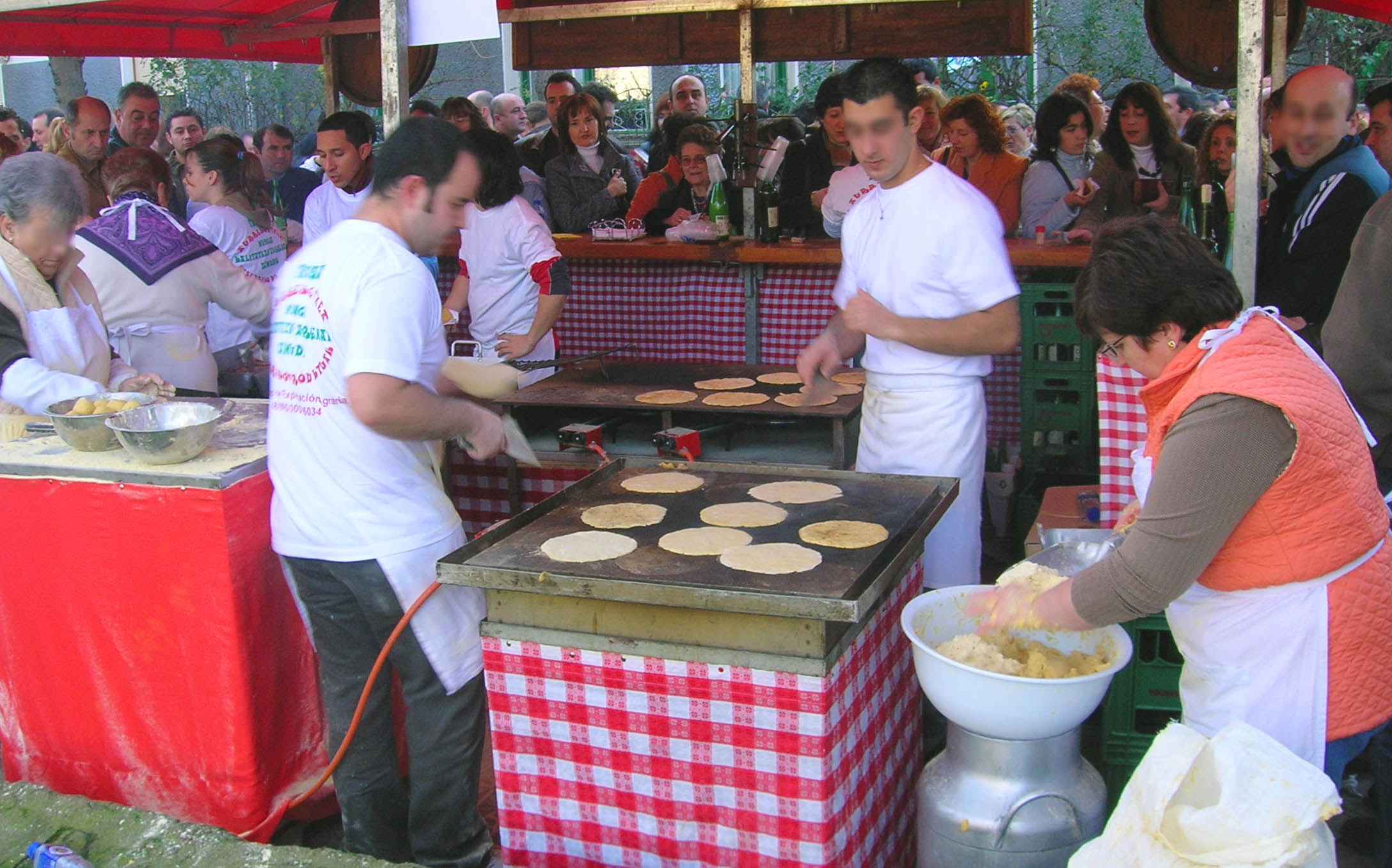
Talogintza, à Barakaldo.
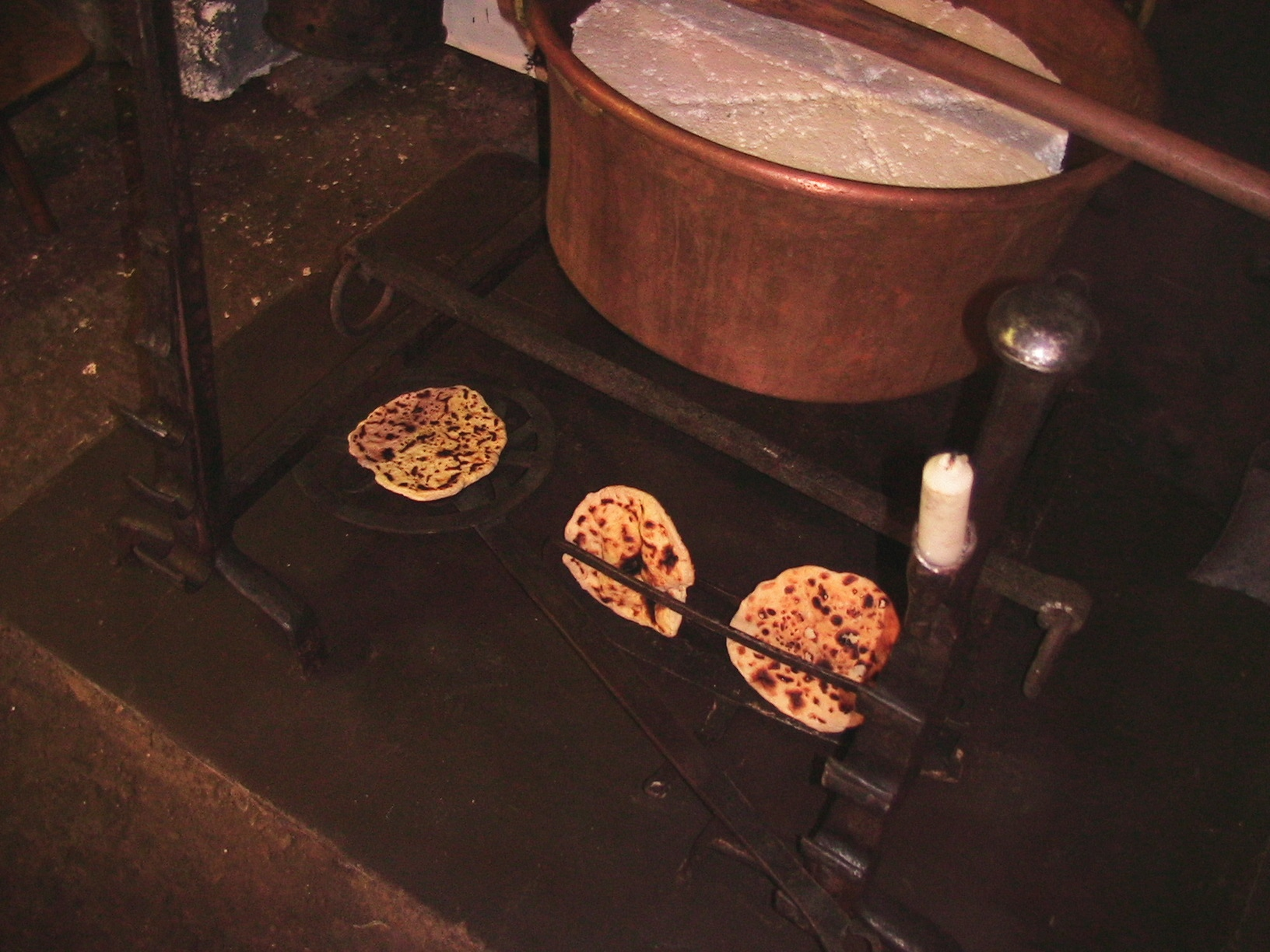
Talo dans un foyer (reconstitution touristique, à Montory).
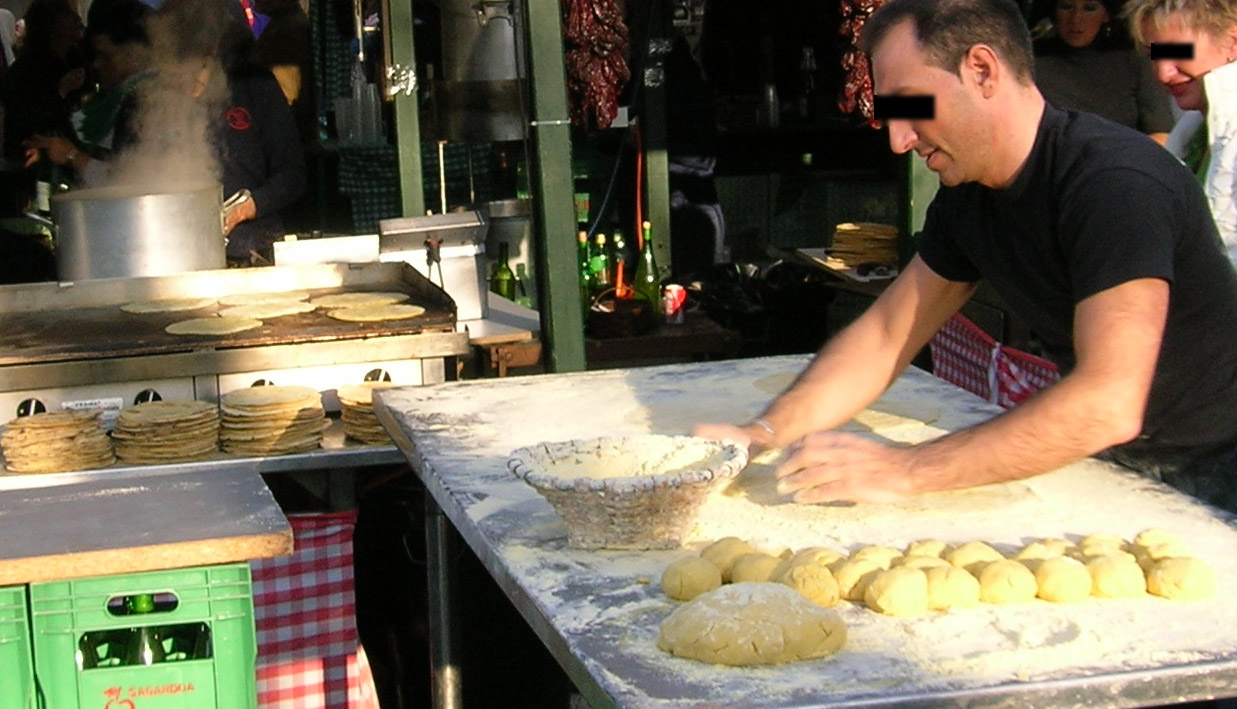
Élaboration de la pâte de talo à la Saint-Thomas, à Bilbao.